# Ljetna univerzijada 2017.
Ljetna univerzijada 2017. (engl. 2017 Summer Universiade) bila je 29. izdanje svjetskih športskih studentskih igara u ljetnim športovima. Održana je od 19. do 30. kolovoza 2017. u tajvanskom gradu Taipeiju. Sveukupno 7 639 natjecatelja iz 144 države nadmetalo se u 21 športu. Igre su održane pod geslom Za tebe. Za mlade (For You. For Youth).
Brojem natjecatelja to je bilo najmasovnije višešportsko natjecanje 2017. u svijetu te najmasovnije međunarodno natjecanje ikad održano u Tajvanu. Ova Univerzijada bila je sedma po redu održana na Azijskom kontinentu i prva na kojoj je Japan bio najuspješnija država po odličjima, ispred Južne Koreje i domaćina Tajvana. Ujedno su Bermuda i Britanski djevičanski otoci ostvarili svoje prvonastupe na natjecanju.
Natjecanja u biljaru održala su se prvi put u povijesti Univerzijade, ali na ovom izdanju kao pokazni šport. Na želju domaćina, FISU je među športove na ovom izdanju Ljetne univerzijade uvrstio natjecanja u rolanju i wushu, borilačkom športu izniklom iz kineskih borilačkih vještina, dok se natjecanja u veslanju nisu održala. Natjecanja u bejzbolu održana su samo za muškarce. 
Zbog straha od terorističkih napada, napetih političkih odnosa između Sjeverne Koreje i SAD-a i glasina o simpatizerima Islamske države na Tajvanu, igre je osiguravalo više od 5 500 tajvanskih policajaca. Zbog oštre kineske politike jedne Kine i nepriznavanja športske ili bilo koje druge neovisnosti Tajvana, Uganda je bojkotirala natjecanje. S druge strane, kineski športaši natjecali su se samo u pojedinačnoj konkurenciji te bojkotirali momčadska natjecanja u nogometu, košarci i vaterpolu. Igre su obilježili prosvjedi mladih Tajvanaca protiv kineskog protektorata.

## Izbor domaćina
Za ostvarivanje prava na domaćinstvo 29. Ljetne univerzijade natjecali su se Taipei i Brasilia. Na novinskoj sjednici u Bruxellesu 29. studenog 2011. krovna organizacija Univerzijade, FISU, objavio je predavanje domaćinstva Taipeiju. Unatoč snažnom lobiranju Brazila, koji je 2016. bio i domaćin Olimpijskih igara u Rio de Janeiru te u tom trenutku bilo sedmo najjače svjetsko gospodarstvo, domaćinstvo je pripalo Tajvanu iz više razloga:
- Taipeiju je ovo bila peta uzastopna prijava za dobivanje domaćinstva Univerzijade;
- uspješna organizacija Olimpijskih igara gluhih 2009. i Svjetske izložbe dizajna 2011. koja je potvrdila sposobnost i kvalitetu u organizaciji višednevnih međunarodnih događaja;
- uspjeh tajvanskih športaša koji su na Ljetnoj univerzijadi 2011. u kineskom Shenzhenu osvojili 32 odličja i zauzeli 8. mjesto u poretku država;
- Tajvan je na 13 Univerzijada završio među 10 najuspješnijih država prema osvojenim odličjima;
- snažna podrška vlasti i bivšeg predsjednika Ying-Jeou Maa.

Prije Univerzijade, Taipei je bio domaćin više međunarodnih športskih natecanja, uglavnom u borilačkim vještinama. Među njima se ističu Svjetsko prvenstvo u karateu 1982.,  Istočnoazijsko džudaško prvenstvo 2008. i Azijsko džudaško prvenstvo 2009. Godine 2004. u Taipeiju se igrao Stankovićev kup, košarkaško natjecanje u organizaciji azijskog podsaveza FIBA-e, a 2014. i 2016. održana su Prvenstva četiri kontinenta u umjetničkom klizanju. Spomenute 2014. Taipei je bio domaćin Azijskog juniorskog prvenstva u atletici.
Sve to FISU je uzeo u obzir i u svom priopćenju naveo tradiciju športskih domaćinstva i cjelovitu športsku infrastrukturu kao još jedan razlog koji je prevagnuo prilikom odabira domaćinstva.